# Riu Volta
El Volta és un riu de l'oest d'Àfrica que desemboca al golf de Guinea. Té tres afluents principals -el Volta Blanc, el Volta Vermell i el Volta Negre-. Burkina Faso, fins al canvi de nom que es va fer l'any 1984, s'anomenava, en temps colonials, Alt Volta Francès i més tard República de l'Alt Volta. El nom del riu prové del portuguès volta (amb el mateix significat que en català), ja que aquesta zona era la més llunyana en la seva exploració abans de tornar. Els portuguesos obtingueren la major part del seu or dels habitants d'aquesta regió durant l'època del Renaixement.
El riu Volta té una conca de drenatge de 407.089 km². La seva descàrrega o cabal hidràulic en la desembocadura és de 1.210 m³/s i el seu cabal específic és de 2,8 l/s/km². Aquest riu presenta un període de crescuda el setembre i octubre, i d'estiatge de gener a maig. Al llac Volta, la fondària del riu és de 45 metres.
El llac Volta a Ghana és l'embassament d'aigua de més capacitat del món; va des de l'embassament Akosombo al sud-est de Ghana fins al poble de Yapei, a uns 400 km al nord. El llac genera electricitat, transport interior i és una font potencial de regadiu i aqüicultura.